# Aroplectrus contheylae
Aroplectrus contheylae är en stekelart som beskrevs av T.C. Narendran 2002. Aroplectrus contheylae ingår i släktet Aroplectrus och familjen finglanssteklar. Inga underarter finns listade.